# Cotopaxi
Cotopaxi je stratovulkán v Andách v Národním parku Cotopaxi ležící zhruba 70 kilometrů od hlavního města Ekvádoru, Quita. Se svou výškou 5897 metrů je druhým největším masivem ve státě, ale nejznámějším a nejvíce navštěvovaným. Cotopaxi má téměř symetrický kuželovitý tvar se sklonem svahu 35° – 45°, který se zvedá z náhorní plošiny v nadmořské výšce cca 3000 metrů, a jeho základna je široká okolo 16×19 kilometrů. Sopka je známá díky ledovci, který pokrývá její vrchol od hranice 5000 metrů.

## Průzkum

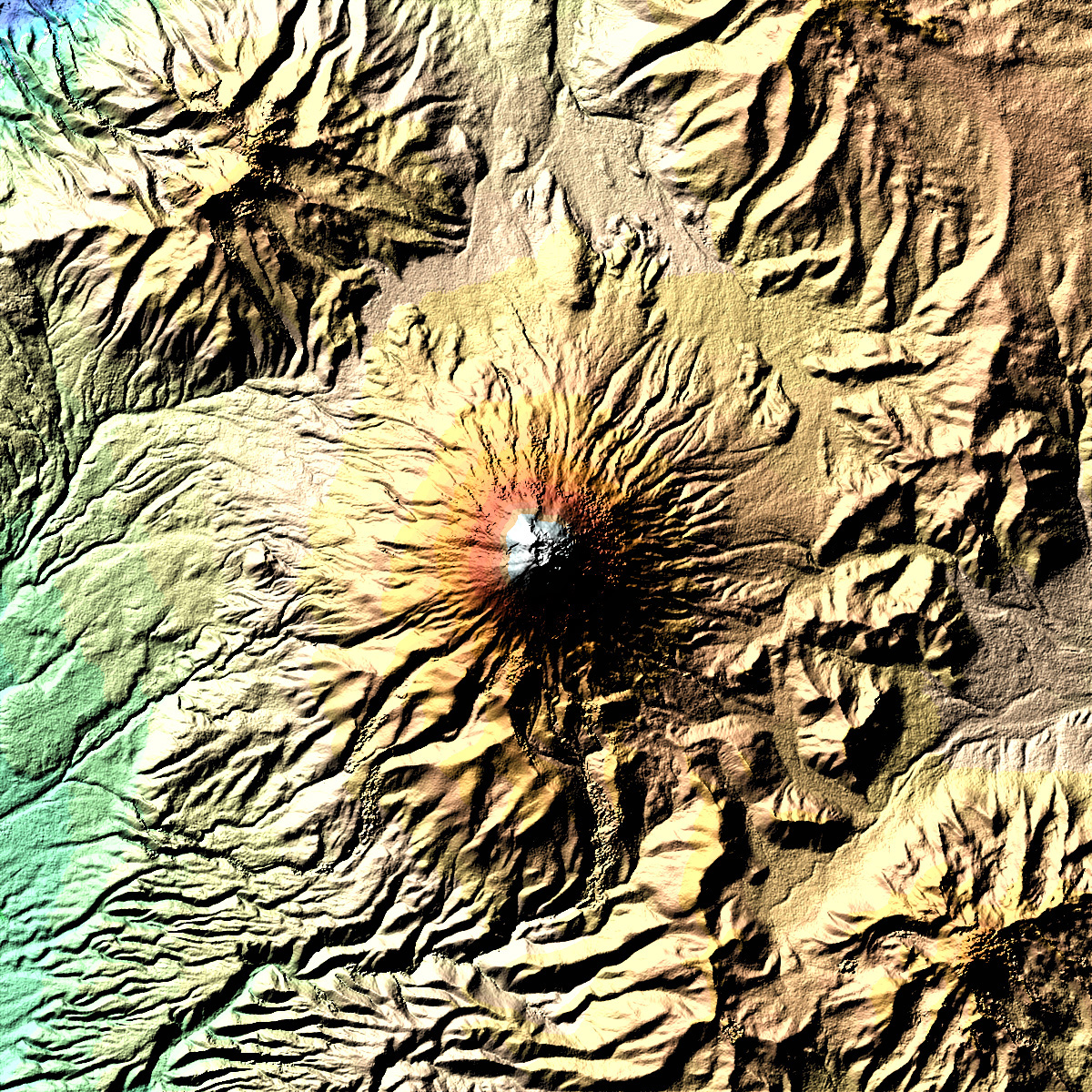
Vulkán na fotografii NASA, barvy ukazují nadmořskou výšku

Cotopaxi se jako první pokusil zdolat pruský geograf Alexander von Humboldt v roce 1802, ale dostal se pouze do výšky zhruba 4500 metrů. Roku 1858 podnikl průzkum sopky Moritz Wagner, ale ani on nebyl schopný dosáhnout vrcholu. Na Cotopaxi poprvé vystoupil v roce 1872 německý geolog Wilhelm Reiss společně s Kolumbijcem Angelem Escobarem. Na dně kráteru stanuli dne 2. září 1972 také členové česko-polské expedice Cotopaxi 72 Bedřich Mlčoch a Jerzy Dobrzyński.
Výstup na Cotopaxi je populární záležitostí a při dobrých podmínkách jej absolvuje asi stovka návštěvníků za víkend. Výchozím místem při výstupu na vrchol je chata José Ribas (4880 m). Silnice vede téměř až k chatě samotné, pěší výstup k chatě od brány národního parku trvá zhruba 2 dny. Cesta na vrchol od chaty trvá průměrně 6 až 8 hodin, cesta zpět zhruba 3 hodiny.

## Erupce
Od roku 1534 Cotopaxi mnohokrát explodovala a je považována za jednu z nejaktivnějších sopek na světě. Z více než 50 zaznamenaných erupcí byly nejsilnější ty v letech 1742, 1744, 1768 a 1877. Vzhledem k prudkému sklonu svahu se koryty řek pramenících z ledovce na vrcholu sopky valilo bahno a sutiny do vzdálenosti stovek kilometrů, což mělo za následek velké hospodářské škody a ztráty na lidských životech. Lahary dokonce pronikly až do Tichého oceánu nebo do Amazonie. Nedaleké město Latacunga bylo během nich již třikrát zničeno, ale vždy bylo obnoveno.
Největší výbuch nastal 26. června 1877. První známky nestability se začaly objevovat již od prosince 1876, den před explozí se do výšky 8000 metrů zdvihl oblak par a popela. Druhý den v časných ranních hodinách kráter vychrlil obrovské množství dýmu a popela tak, že v hlavním městě Quitu v odpoledních hodinách nebylo vidět doslova na metr. Mezitím sopka pokračovala v detonacích, přičemž největší škody způsobily obávané lahary. Tyto sopečné bahnotoky vzniklé z roztátého ledovce se rozlily do třech hlavních údolí a smetly vesnice (včetně Latacungy), kde usmrtili přes 1000 lidí. Od té doby je Cotopaxi málo aktivní, nicméně představuje stále hrozbu, protože se v jejím okolí nachází několik měst s větším množství obyvatel.
Poslední sopečná erupce, včetně malého zemětřesení, byla dokumentována v roce 1975.

## Výstup na Cotopaxi
Výstup na Cotopaxi není příliš náročný, pokud jej budeme srovnávat například s výstupem na Chimborazo. Zvládnou ho i začátečníci v horách. Největším problémem je nedostatek kyslíku v polohách nad 4 500 m. Ty problémy je možné eliminovat nebo výrazně omezit dobrou aklimatizací, doporučují se aspoň tři aklimatizační předvýstupy.
Celý výstup na Cotopaxi zabere dva dny. První den vyjdete do refugia (ubytovny) José Ribas. Tam si můžete odpočinout, trochu se vyspat a připravit se na noční výstup na vrchol. Dosažení vrcholu z refugia trvá přibližně 5-7 hodin. Za svítání se pokocháte výhledy (pokud bude příznivé počasí) a vydáte se nazpět. Sestup do refugia zabere přibližně 2-3 hodiny takže se tam vrátíte někdy kolem desáté hodiny ranní.

## Galerie

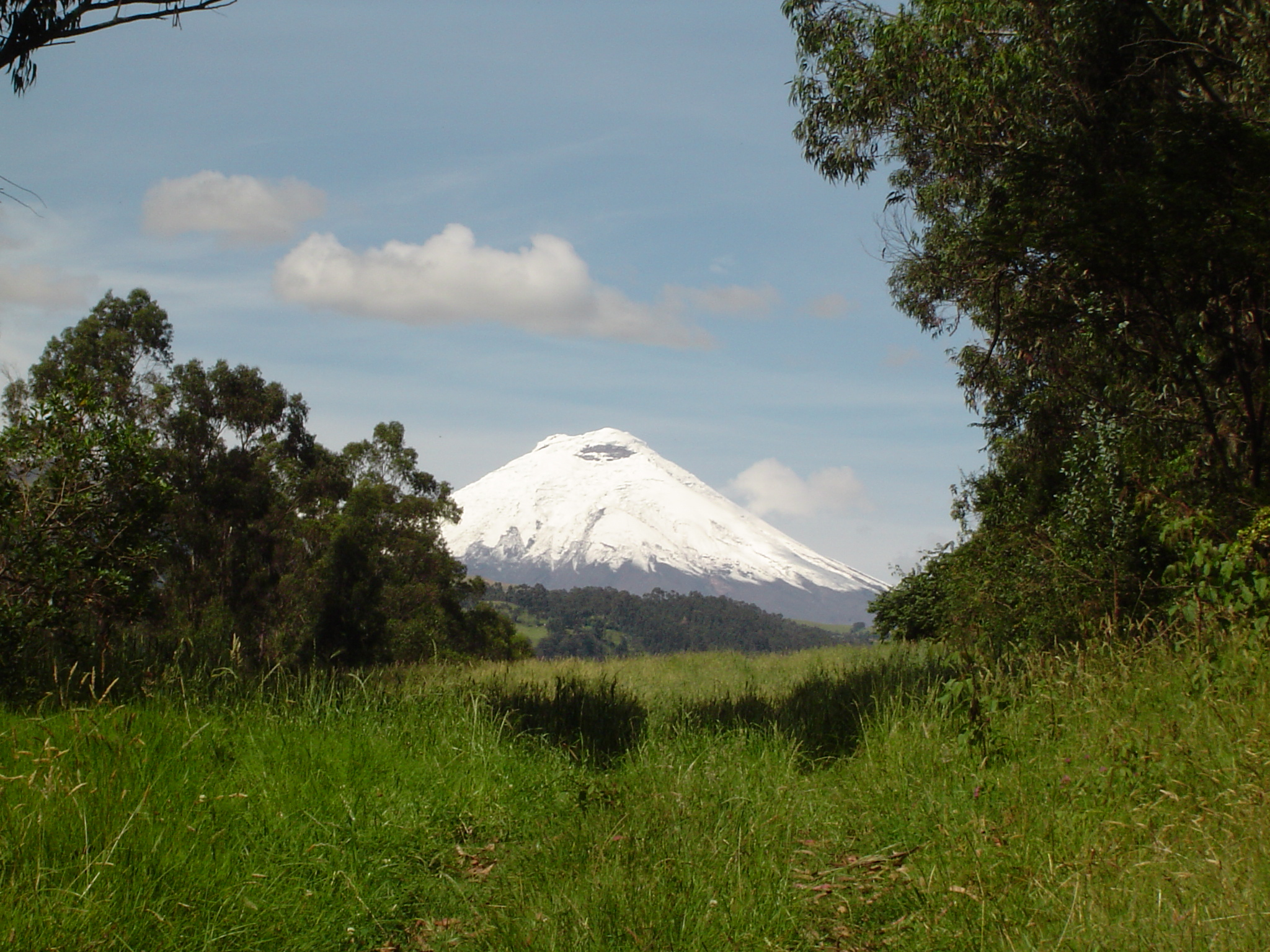
Pohled na Cotopaxi

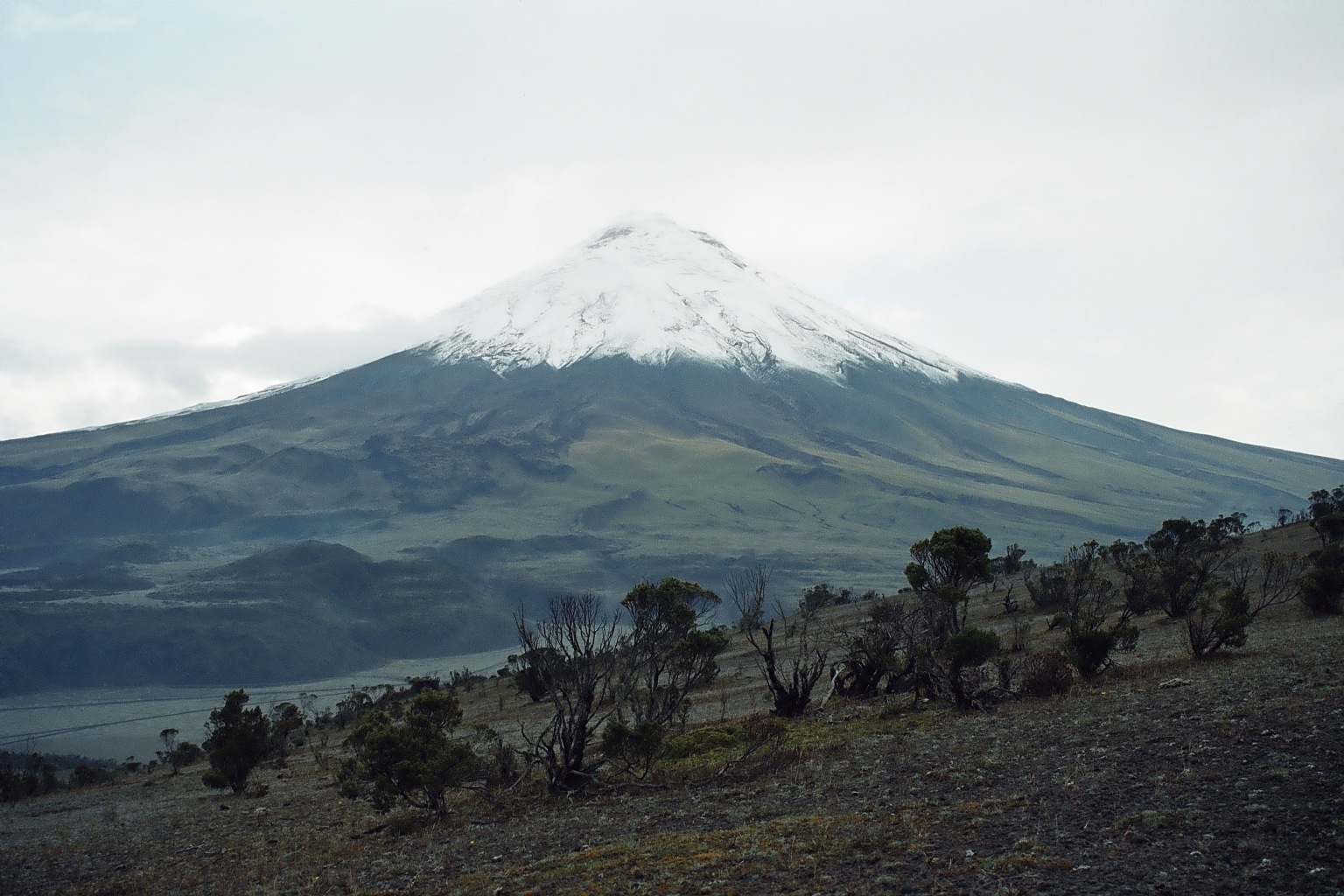
Pohled na Cotopaxi

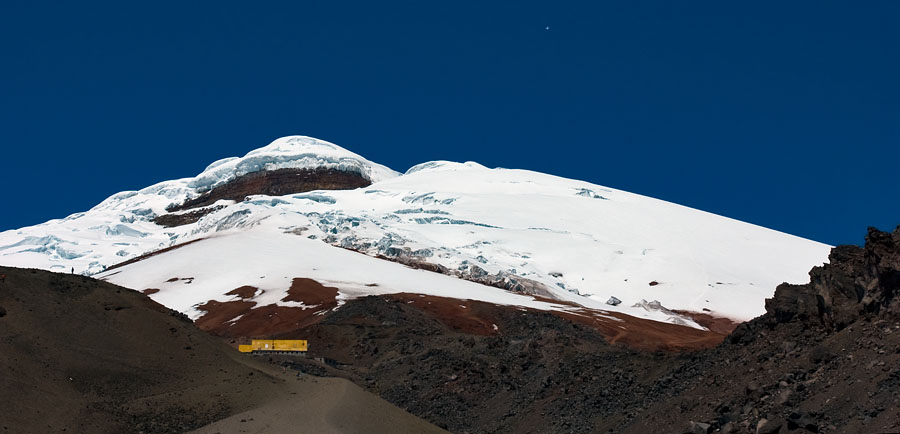
Chata José Ribas pod ledovcem

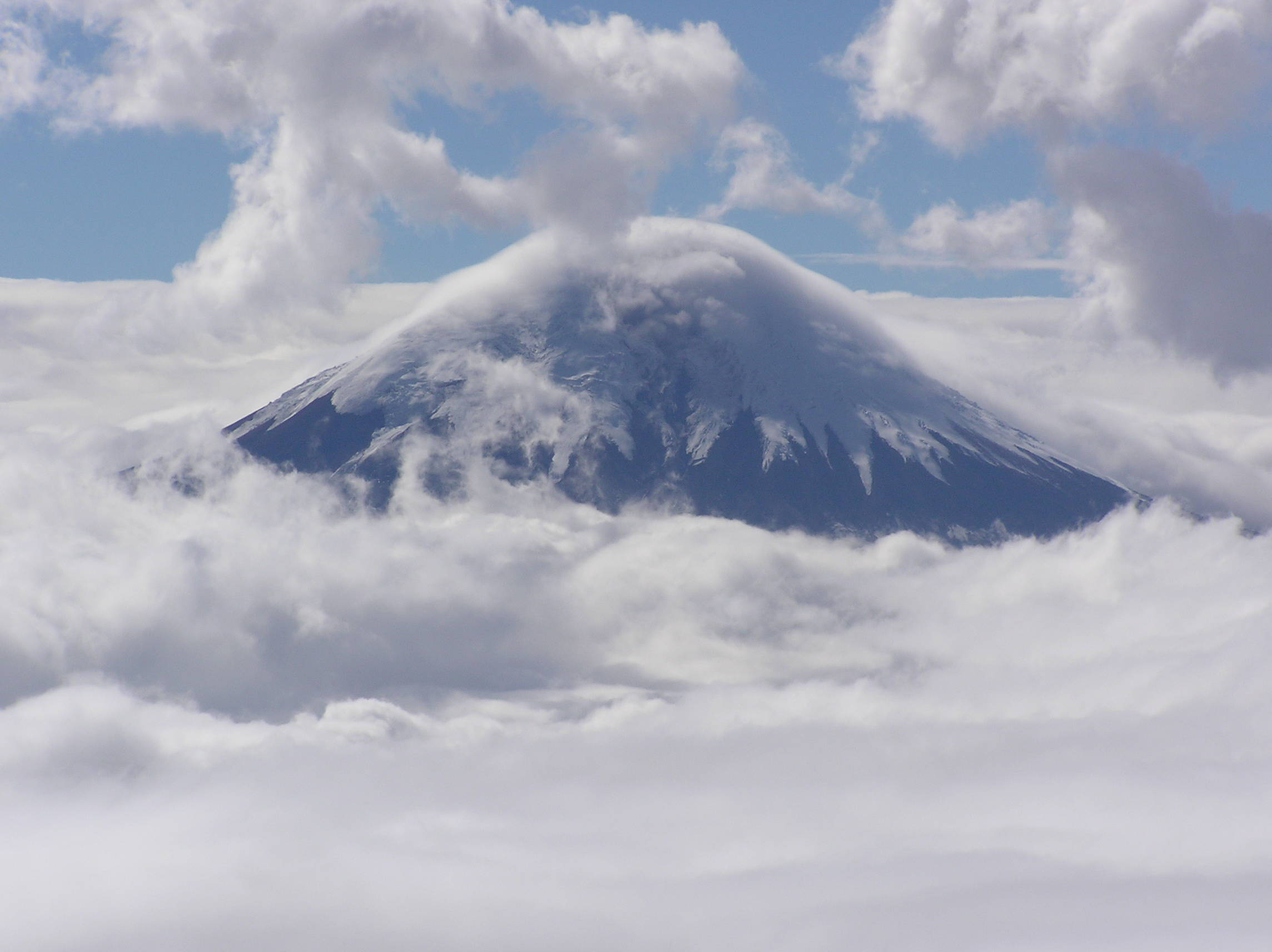
Cotopaxi z hory Iliniza

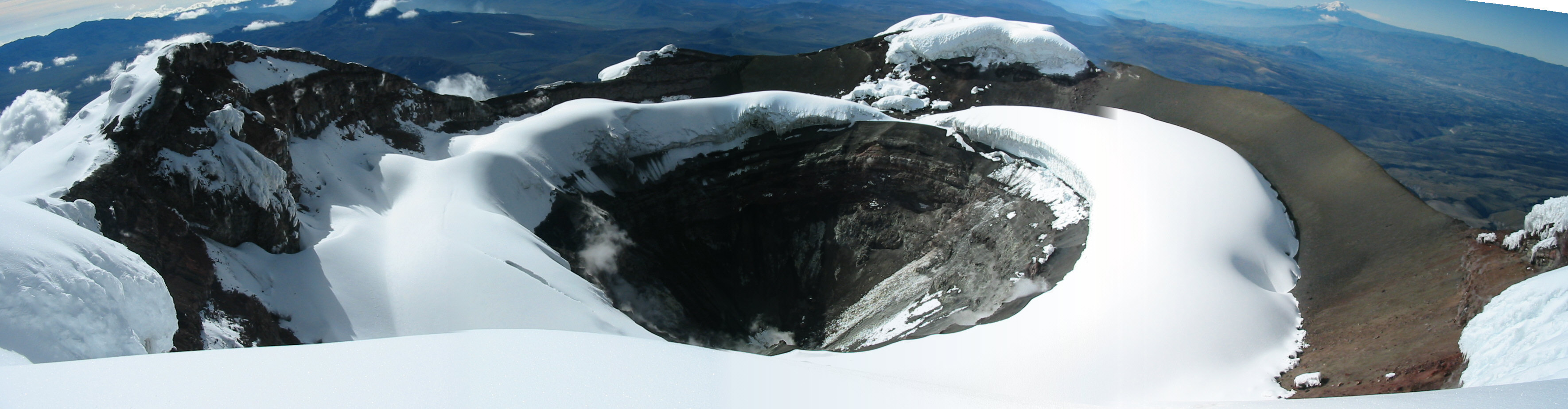
Panoramatický pohled na kráter